# La Pisseure
La Pisseure település Franciaországban, Haute-Saône megyében. Lakosainak száma 39 fő (2022. január 1.). La Pisseure Saint-Loup-sur-Semouse, Ainvelle, Anjeux, Jasney és Plainemont községekkel határos.

## Népesség
A település népességének változása:
| Lakosok száma | 40   | 36   | 37   | 37   | 38   | 38   | 40   | 39   |
|               | 2013 | 2015 | 2017 | 2018 | 2019 | 2020 | 2021 | 2022 |